# Monuments nationaux de Brod
Cet article recense les monuments nationaux situés sur le territoire de la municipalité de Brod (Bosanski Brod) en Bosnie-Herzégovine et dans la république serbe de Bosnie. La liste établie par la Commission pour la protection des monuments nationaux compte 1 monument national inscrit sur la liste principale et 2 monuments inscrits sur une liste provisoire.

## Monuments nationaux
| Monument                         | Localité             | Géolocalisation | Datation      | Commentaire éventuel | Photo |
| -------------------------------- | -------------------- | --------------- | ------------- | -------------------- | ----- |
| Site de la mosquée de Husein Bey | Brod (Bosanski Brod) |                 | XVIIIe siècle |                      |       |

## Liste provisoire
| Monument                                         | Localité             | Géolocalisation | Datation | Commentaire éventuel | Photo |
| ------------------------------------------------ | -------------------- | --------------- | -------- | -------------------- | ----- |
| Église du Linceul-de-la-Mère-de-Dieu de Brod     | Brod (Bosanski Brod) |                 |          |                      |       |
| Église de la Descente-du-Saint-Esprit de Liješće | Liješće              |                 |          |                      |       |